# Саїд Берке
Саїд Берке, аль-Малік аз-Саїд Насір ад-Дін Берке (араб. الملك السعيد ناصر الدين بركة),
Берке-хан (1260, Каїр — 1280, Карак) — султан Єгипту з династії Бахрітів, старший син Бейбарса.

## Життєпис
Був названий на честь діда (за материнською лінією) Хусам ад-Діна Берке-хана — одного з хорезмійців, які знайшли притулок при дворі аюбідського султана ас-Саліха. Дружина Саїда Берке, Газія, була донькою еміра (майбутнього султана) Калауна.
Після смерті Бейбарса був проголошений султаном. Попередив заколот мамлюків з угрупування «саліхі», заарештувавши їхніх емірів. Проте, коли 1279 року Саїд Берке вирушив на війну проти Кілікії в Каїрі спалахнуло нове повстання — на чолі з тестем султана, Калауном. Саїд Берке повернувся до столиці й потрапив в облогу в каїрський цитаделі. За посередництвом власної матері уклав із заколотниками угоду, відповідно до якої зрікся престолу на користь брата Саламиша (атабеком якого був все той же Калаун) й отримав як «відступне» замок Карак у Палестині.
Помер 1280 року в Караку через травму, отриману під час гри у поло. За іншою версією — був отруєний за наказом Калауна.